# Campeonato Mundial de Judô de 2014
O Campeonato Mundial de Judô de 2014 foi realizado na Arena Traktor, em Cheliabinsk, Rússia, entre 25 e 31 de agosto de 2014. Foi a XVI edição do Campeonato Mundial de Judô.

## Medalhistas

### Masculino
| Evento                        | Ouro                             | Prata                           | Bronze                                   |
| ----------------------------- | -------------------------------- | ------------------------------- | ---------------------------------------- |
| Ligeiro (60 kg) detalhes      | Boldbaatar Ganbat Mongólia       | Beslan Mudranov · Rússia        | Amiran Papinashvili · Geórgia            |
| Ligeiro (60 kg) detalhes      | Boldbaatar Ganbat Mongólia       | Beslan Mudranov · Rússia        | Naohisa Takato · Japão                   |
| Meio leve (66 kg) detalhes    | Masashi Ebinuma · Japão          | Mikhail Pulyaev · Rússia        | Georgii Zantaraia · Ucrânia              |
| Meio leve (66 kg) detalhes    | Masashi Ebinuma · Japão          | Mikhail Pulyaev · Rússia        | Kamal Khan-Magomedov · Rússia            |
| Leve (73 kg) detalhes         | Riki Nakaya · Japão              | Hong Kuk-hyon · Coreia do Norte | Victor Scvortov · Emirados Árabes Unidos |
| Leve (73 kg) detalhes         | Riki Nakaya · Japão              | Hong Kuk-hyon · Coreia do Norte | Musa Mogushkov · Rússia                  |
| Meio médio (81 kg) detalhes   | Avtandil Tchrikishvili · Geórgia | Antoine Valois-Fortier · Canadá | Loïc Pietri · França                     |
| Meio médio (81 kg) detalhes   | Avtandil Tchrikishvili · Geórgia | Antoine Valois-Fortier · Canadá | Ivan Nifontov · Rússia                   |
| Médio (90 kg) detalhes        | Ilias Iliadis · Grécia           | Krisztián Tóth · Hungria        | Varlam Liparteliani · Geórgia            |
| Médio (90 kg) detalhes        | Ilias Iliadis · Grécia           | Krisztián Tóth · Hungria        | Kirill Voprosov · Rússia                 |
| Meio pesado (100 kg) detalhes | Lukáš Krpálek · Chéquia          | José Armenteros · Cuba          | Ivan Remarenco · Emirados Árabes Unidos  |
| Meio pesado (100 kg) detalhes | Lukáš Krpálek · Chéquia          | José Armenteros · Cuba          | Karl-Richard Frey · Alemanha             |
| Pesado (+100 kg) detalhes     | Teddy Riner · França             | Ryu Shichinohe · Japão          | Renat Saidov · Rússia                    |
| Pesado (+100 kg) detalhes     | Teddy Riner · França             | Ryu Shichinohe · Japão          | Rafael Silva · Brasil                    |
| Equipes detalhes              | Japão                            | Rússia                          | Alemanha                                 |
| Equipes detalhes              | Japão                            | Rússia                          | Geórgia                                  |

### Feminino
| Evento                       | Ouro                         | Prata                           | Bronze                          |
| ---------------------------- | ---------------------------- | ------------------------------- | ------------------------------- |
| Ligeiro (48 kg) detalhes     | Ami Kondo · Japão            | Paula Pareto · Argentina        | Amandine Buchard · França       |
| Ligeiro (48 kg) detalhes     | Ami Kondo · Japão            | Paula Pareto · Argentina        | Maria Celia Laborde · Cuba      |
| Meio leve (52 kg) detalhes   | Majlinda Kelmendi FIJ        | Andreea Chițu · Roménia         | Érika Miranda · Brasil          |
| Meio leve (52 kg) detalhes   | Majlinda Kelmendi FIJ        | Andreea Chițu · Roménia         | Natalia Kuziutina · Rússia      |
| Leve (57 kg) detalhes        | Nae Udaka · Japão            | Telma Monteiro · Portugal       | Sanne Verhagen · Países Baixos  |
| Leve (57 kg) detalhes        | Nae Udaka · Japão            | Telma Monteiro · Portugal       | Automne Pavia · França          |
| Meio médio (63 kg) detalhes  | Clarisse Agbegnenou · França | Yarden Gerbi · Israel           | Miku Tashiro · Japão            |
| Meio médio (63 kg) detalhes  | Clarisse Agbegnenou · França | Yarden Gerbi · Israel           | Tina Trstenjak · Eslovênia      |
| Médio (70 kg) detalhes       | Yuri Alvear · Colômbia       | Karen Nun Ira · Japão           | Onix Cortés · Cuba              |
| Médio (70 kg) detalhes       | Yuri Alvear · Colômbia       | Karen Nun Ira · Japão           | Katarzyna Kłys · Polónia        |
| Meio pesado (78 kg) detalhes | Mayra Aguiar · Brasil        | Audrey Tcheuméo · França        | Kayla Harrison · Estados Unidos |
| Meio pesado (78 kg) detalhes | Mayra Aguiar · Brasil        | Audrey Tcheuméo · França        | Anamari Velenšek · Eslovênia    |
| Pesado (+78 kg) detalhes     | Idalys Ortiz · Cuba          | Maria Suellen Altheman · Brasil | Megumi Tachimoto · Japão        |
| Pesado (+78 kg) detalhes     | Idalys Ortiz · Cuba          | Maria Suellen Altheman · Brasil | Émilie Andéol · França          |
| Equipes detalhes             | França                       | Mongólia                        | Japão                           |
| Equipes detalhes             | França                       | Mongólia                        | Alemanha                        |

## Quadro de medalhas
| Ordem | País                            | Medalha de ouro | Medalha de prata | Medalha de bronze |    |
| ----- | ------------------------------- | --------------- | ---------------- | ----------------- | -- |
| 1     | Japão                           | 5               | 2                | 4                 | 11 |
| 2     | França                          | 3               | 1                | 4                 | 8  |
| 4     | Brasil                          | 1               | 1                | 2                 | 4  |
| 4     | Cuba                            | 1               | 1                | 2                 | 4  |
| 5     | Mongólia                        | 1               | 1                | 0                 | 2  |
| 6     | Geórgia                         | 1               | 0                | 3                 | 4  |
| 7     | Colômbia                        | 1               | 0                | 0                 | 1  |
| 7     | Chéquia                         | 1               | 0                | 0                 | 1  |
| 7     | Grécia                          | 1               | 0                | 0                 | 1  |
| 7     | Federação Internacional de Judô | 1               | 0                | 0                 | 1  |
| 11    | Rússia                          | 0               | 3                | 6                 | 9  |
| 12    | Argentina                       | 0               | 1                | 0                 | 1  |
| 12    | Canadá                          | 0               | 1                | 0                 | 1  |
| 12    | Hungria                         | 0               | 1                | 0                 | 1  |
| 12    | Israel                          | 0               | 1                | 0                 | 1  |
| 12    | Coreia do Norte                 | 0               | 1                | 0                 | 1  |
| 12    | Portugal                        | 0               | 1                | 0                 | 1  |
| 12    | Roménia                         | 0               | 1                | 0                 | 1  |
| 19    | Alemanha                        | 0               | 0                | 3                 | 3  |
| 20    | Eslovênia                       | 0               | 0                | 2                 | 2  |
| 20    | Emirados Árabes Unidos          | 0               | 0                | 2                 | 2  |
| 21    | Países Baixos                   | 0               | 0                | 1                 | 1  |
| 21    | Polónia                         | 0               | 0                | 1                 | 1  |
| 21    | Ucrânia                         | 0               | 0                | 1                 | 1  |
| 21    | Estados Unidos                  | 0               | 0                | 1                 | 1  |
| Total | Total                           | 16              | 16               | 32                | 64 |